# Рабский труд (граффити)
Рабский труд (англ. Slave Labour) — работа британского граффити-художника Бэнкси, появившаяся на боковой стене магазина Poundland в Вуд-Грине, северном пригороде Лондона, в мае 2012 года. Она составляла 122 см в высоту и 152 см в ширину, на ней был изображён мальчик, работающий на швейной машине, изготавливая из лоскутов ткани флажки Великобритании. Граффити было протестом против использования потогонных цехов для изготовления сувениров и символики, приуроченных к бриллиантовому юбилею Елизаветы II и летним Олимпийским играм 2012 года.
В феврале 2013 года работа была удалена со своего места и выставлена на продажу на аукционах изобразительного искусства в Майами (США). После обращения жителей Вуд-Грина она была снята с продажи в США и возвращена в Великобританию. «Рабский труд» был продан на аукционе в Ковент-Гардене (Лондон) за 1,2 миллиона долларов США.

## Исчезновение и продажа
Существуют споры по поводу исчезновения граффити, так как часть стены, на которую был нанесён «Рабский труд», была физически удалена из здания. Владельцы здания не прокомментировали, было ли это сделано законно.
После своего исчезновения в феврале 2013 года «Рабский труд» был выставлен на продажу сначала на интернет-сайте, а затем появился на аукционе изобразительного искусства Майами с лотом в 500 000 $. Аукционный дом настаивал, что произведение искусства было приобретено через законную сделку с «известным коллекционером». Появление работы Бэнкси на аукционе возмутило некоторых жителей Вуд-Грина, которые считали, что она была подарком им, и что выставление произведений искусства для продажи на аукционе противоречило пожеланиям художника, чьё послание призывало к прекращению эксплуатации во имя капитализма.
Несмотря на заявления о том, что приобретение произведения искусства было законным, директор аукциона Фредерик Тут отозвал этот лот, даже после того, как три заявки уже были размещены. Тут также посоветовал не обсуждать данную ситуацию.
22 февраля 2013 года рядом с первоначальным местом нахождения «Рабского труда» появился трафарет фирменной крысы Бэнкси, держащей знак «Почему?» (англ. Why?). Кое-кто счёл это утешением местным жителям от Бэнкси. Крыса впоследствии была удалена, а представитель Бэнкси заявил, что крыса была подделкой.
После протеста жителей Вуд-Грина «Рабский труд» был возвращён в Великобританию. Он был продан за 1,1 млн $ Bankrobber London на аукционе, проведённом в подвале Лондонского музея кино в Ковент-Гардене Sincura Group.

## Мнение Бэнкси
Когда Бэнкси попросили прокомментировать продажу своих работ через аукционные дома, Бэнкси ответил цитатой Анри Матисса: «Я был очень смущён, когда мои холсты стали продаваться за большие деньги; теперь я обречен создавать исключительно произведения искусства». Кроме того, по поводу предыдущих попыток продать его произведения он заявил следующую свою позицию: «Ради сохранения всего уличного искусства там, где оно находится, я бы призвал людей не покупать ничего, если оно не было создано в первую очередь для продажи."